# Walerian Gutowski
Walerian Gutowski (* 1629; † 1693) war ein Provinzial und königlicher Prediger des Franziskanerordens.
Gutowski hielt im Jahre 1669 die Predigt während der Krönungszeremonie des polnischen Königs Michael Wiśniowiecki. Zusammen mit Anton Rokoszowic baute er die Franziskaner – Kirche zu Krakau wieder auf, die am 25. September 1655, zur Zeit des Einbruchs der Schweden in Polen, niederbrannte. Er war Doktor der Theologie und Verfasser von theologischen Werken. Zu den bekanntesten Werken des Walerian Gutowski gehört Hartowna strzała nieuchronnym lubo śmiertelnośći iadęm napusczona, gedruckt am 2. Mai 1661, Herausgeber: Cezary Franciszek – wdowa i dziedzice; w Drukarni Wdowy y Dźiedźicow Franćisz: Cezarego, I. K. M. Typogr.